# Саобраћај у Северној Македонији
Северна Македонија је по свом положају континентална земља у средини Балканског полуострва, па су и главне саобраћајне везе у земљи оне повезују различите делове полуострва (трансбалканске везе). Посебно је важна веза север-југ Вардарском удолином, која повезује Грчку са остатком Европе.
Северна Македонија има развијен друмски, железнички, ваздушни и водни саобраћај, а престоница земље, Скопље, је средишњи саобраћајни чвор у земљи. 

## Железнички саобраћај
Погледати: Македонске железнице
Укупна дужина железничке мреже у Северној Македонији је 699 km. Најважнија железничка линија је пруга на линији граница са Србијом - Куманово - Скопље - Велес - Ђевђелија - граница са Грчком. Од 2001. године гради се пруга Бељаковци - граница са Бугарском, чиме ће се добити непосредна веза Скопље - Софија. Најважније железничко чвориште у земљи је Скопље, а остала два су Велес и Куманово.
Железничка веза са суседним земљама:
- Србија - да
- Бугарска - не, али у изградњи
- Грчка - да
- Албанија - не

## Друмски саобраћај
Укупна дужина путева у Северној Македонији је 9.573 km (2002. године), од тога 2.768 km у тврдој подлози (бетон, асфалт). Северна Македонија поседује и 192 km путне мреже под модерним ауто-путевима, док је додатних 47 km у изградњи или у плановима (2003. године).
Кроз Северну Македонију пролазе следећи Европски коридори:
- E65 – граница са Србијом - Скопље - Тетово - Гостивар - Кичево - Битољ - граница са Грчком. Савремени ауто-пут је на деоници Тетово-Гостивар.
- E75 – граница са Србијом - Куманово - Скопље - Велес - Ђевђелија - граница са Грчком. Савремени ауто-пут је целом дужином изграђен, при чему су на средишњем делу потпуно раздвојени смерови.
- Паневропски коридор 8 - граница са Бугарском - Куманово - Скопље - Кичево - Охрид -граница са Албанијом. Савремени ауто-пут је на деоници Тетово-Гостивар, где се овај пут поклапа са ауто-путем Е-65.

## Водени саобраћај
Развијен је само језерски саобраћај преко Охридског и Преспанског језера и то највише у туристичке сврхе.

## Гасоводи и нафтоводи
Гасовод: Дужина токова је 120 km (2004. године).
Нафтовод: Дужина токова је 268 km (2004. године),

## Ваздушни транспорт
У Северној Македонији званично постоји 17 аеродрома (2002. године), од тога 11 са чврстом подлогом. Међу њима два аеродрома међународног карактера, јер су уврштена на листу аеродрома са IATA кодом (IATA Airport Code):
- Аеродром Скопље - SKP
- Аеродром „Свети Апостол Павле“ у Охриду - OHD